# Мелколепестник канадский
Мелколепе́стник кана́дский, или кони́за кана́дская (лат. Erígeron canadénsis) — однолетнее травянистое растение, вид рода Мелколепестник семейства Сложноцветные (Compositae).
Инвазивный вид, происходящий из Северной Америки и завезённый в Европу, где очень широко распространился.

## Ботаническое описание
Однолетнее травянистое растение (3)15—150(200) см высотой. Стебель обычно единственный, прямостоячий, зелёный, простой или в верхней части разветвлённый, опушён жестковатыми оттопыренными или загнутыми вверх простыми волосками.
Листья зелёные, вверх направленные, нижние стеблевые вскоре отмирающие, средние стеблевые 1—12 см длиной и до 1,2 см шириной, линейно-ланцетной формы, длинночерешковые, покрытые жестковатым вверх загнутым многоклеточным опушением. Верхние листья прогрессивно уменьшающиеся в размере, линейные.
Корзинки собраны в метёлки, 5—8×5—6 мм, с широкояйцевидной обёрткой с 4 рядами листочков. Наружные листочки 2 мм длиной, зелёные, ланцетовидные, с единичными вверх загнутыми простыми волосками. Внутренние листочки 3,5—4 мм длиной, с бахромчатым краем, голые. Наружные язычковые цветки пестичные, 3—3,8 мм длиной, язычок 1—1,3 мм длиной, линейный, белый, после отцветания сиреневатый. Срединные цветки трубчатые, обоеполые, 2,5—3 мм длиной, бледно-жёлтые, четырёхзубчатые.
Семянки 1,2—1,5 мм длиной, ланцетовидной формы, бледно-жёлтые, покрытые рассеянным прижатым простым опушением, с однорядным хохолком 2,5—3 мм длиной.

## Распространение и значение
Родина растения — большая часть Канады и США. В XVII веке завезено в Европу, затем — в Азию, Австралию и Африку, где широко распространилось. В Африке имеется только в субтропических регионах, в Бутане — только в высокогорных частях. Считается инвазивным видом по всей Европе, включая Европейскую часть России.
Эфирномасличное растение, содержит 0,33—1,72 % эфирных масел. В народной медицине и гомеопатии используется при разного рода кровотечениях, в том числе, маточных и геморроидальных. В форме настоя применяется также и как противовоспалительное средство.

## Таксономия
Вид был впервые действительно описан Карлом Линнеем в 1-м томе Species plantarum, вышедшем 1 мая 1753 года.

### Синонимы
- Aster canadensis (L.) E.H.L.Krause, 1905, nom. illeg.
- Caenotus canadensis (L.) Raf., 1837
- Caenotus pusillus (Nutt.) Raf., 1837
- Conyza canadensis (L.) Cronquist, 1943
- Conyza parva Cronquist, 1943
- Conyzella canadensis (L.) Rupr., 1869
- Erigeron myriocephalus Rech.f. & Edelb., 1955, nom. illeg.
- Erigeron paniculatus Gilib., 1782, nom. inval.
- Erigeron pusillus Nutt., 1818
- Erigeron setiferus Post ex Boiss., 1888
- Leptilon canadense (L.) Britton & A.Br., 1898
- Leptilon pusillum (Nutt.) Britton, 1914
- Marsea canadensis (L.) V.M.Badillo, 1946
- Senecio ciliatus Walter, 1788
- Trimorpha canadensis (L.) Lindm., 1918